# Ги, Мишель (политик)
Мишель Ги (фр. Michel Guy; 28 июня 1927, Париж — 30 июля 1990, Париж) — французский деятель культуры и политик, государственный секретарь по вопросам культуры (1974—1976).

## Биография
В конце 1960-х — начале 1970-х своей деятельностью в культурной сфере Мишель Ги сумел показать консервативной Франции новые веяния в мировом искусстве. Устроив международный танцевальный фестиваль в Театре Елисейских полей, он пригласил знаменитых американских хореографов — Элвина Николаса и Пола Тейлора. Наиболее известен как основатель традиционного ежегодного Осеннего фестиваля в Париже, который прославился участием американских мастеров танца с репутацией авангардистов и революционеров — Лусинды Чайлдс, Триши Браун, Дугласа Данна и Энди де Гроута.
В 1974—1976 годах являлся государственным секретарём по вопросам культуры в первом правительстве Жака Ширака. Его деятельность на этом посту характеризуется политикой децентрализации и вовлечением в официальный культурный контекст выдвиженцев молодёжных протестов 1968 года. К «открытиям» Мишеля Ги в числе прочих относят писателя Брюно Байена, актёров и театральных режиссёров — Даниэля Бенуана, Жильдаса Бурде, Робера Жироне, Жоржа Лаводана, а также Жан-Пьера Венсана, возглавившего Национальный театр Страсбурга. Одним из нововведений Ги стало Национальное управление поддержки искусства (ONDA — Office national de diffusion artistique), предназначением которого стало финансирование театральных проектов.
Скончался 30 июля 1990 года в Париже.